# Mediterranean Fleet

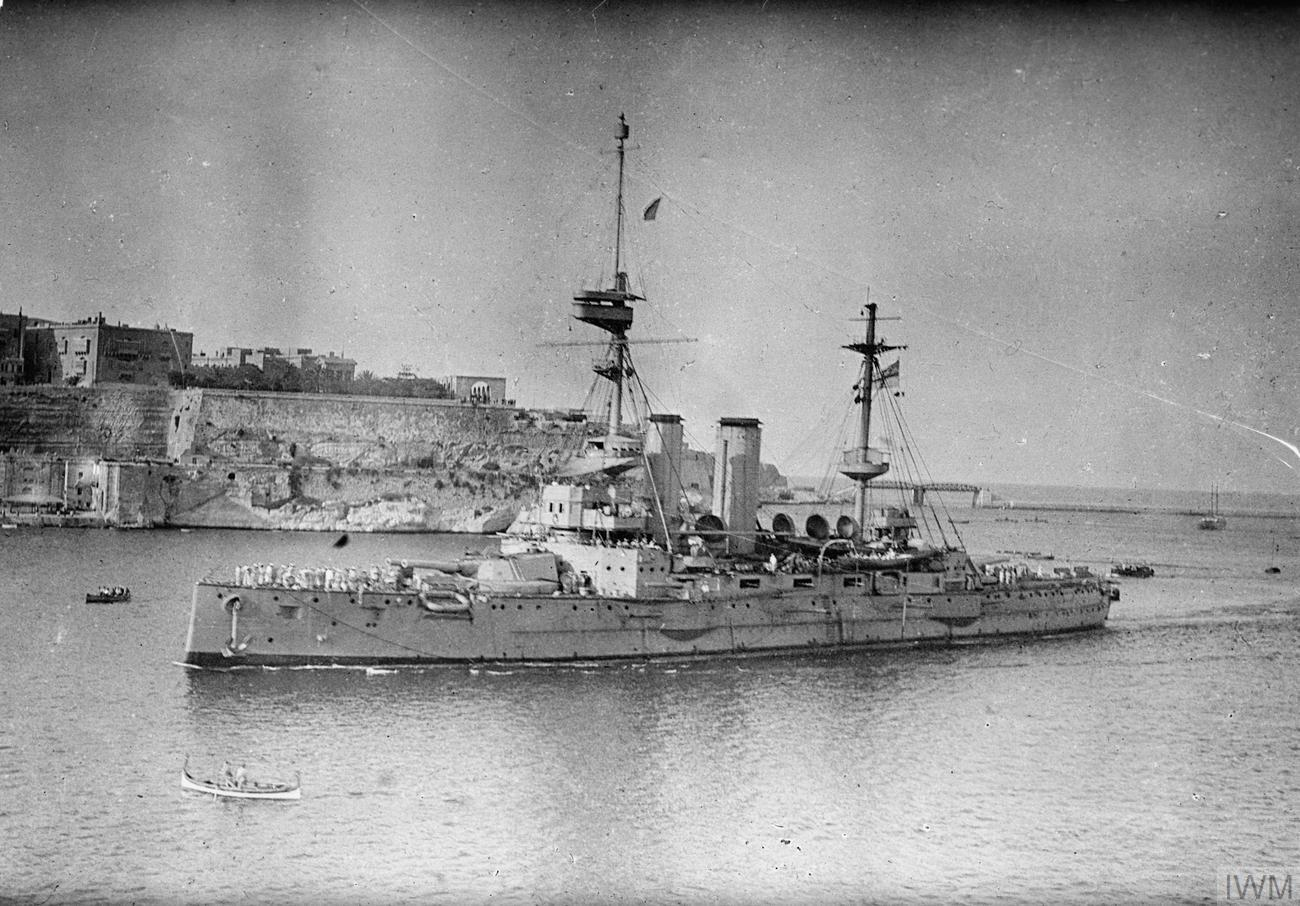
Schlachtschiff HMS London läuft in den Grand Harbour ein, Malta, 1915

Die Mediterranean Fleet (deutsch Mittelmeerflotte) war ein Flottenverband der britischen Royal Navy. Sie bestand von der zweiten Hälfte des 17. Jahrhunderts bis 1967. Wie der Name bereits ausdrückt, erstreckte sich der Verantwortungsbereich der Flotte über das Mittelmeer.

## Geschichte

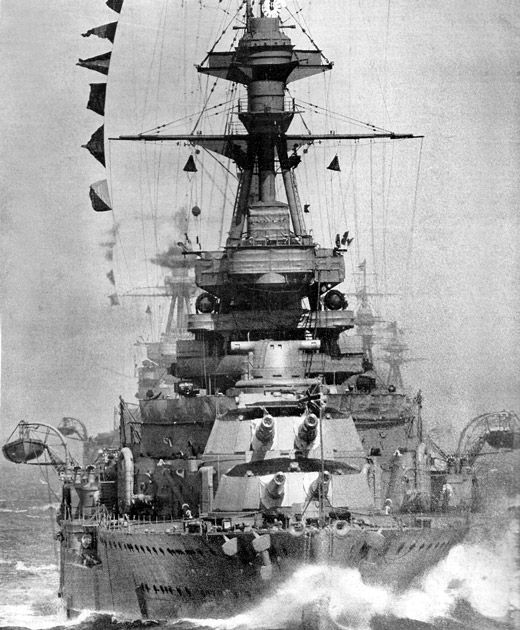
Die Royal Oak bei Flottenmanövern im Mittelmeer

Die Mittelmeerflotte war eines der prestigeträchtigsten Kommandos der Royal Navy. Die Flotte verteidigte die vitalen Seeverbindungen zwischen Großbritannien und den britischen Besitzungen auf der östlichen Erdhalbkugel. Der erste Oberkommandierende der Royal Navy im Mittelmeer lässt sich für das Jahr 1665 nachweisen. Die Flotte bestand mehr als 300 Jahre bis zu ihrer Auflösung im Jahre 1967.
Malta, seit 1814 Teil des britischen Weltreiches, war die längste Zeit ihrer Geschichte Basis und Hauptquartier der Flotte.
Die Mediterranean Fleet beschoss im Zuge des anglo-ägyptischen Krieges die ägyptische Hafenstadt Alexandria vom 11. bis zum 13. Juli 1882 und beschädigte diese erheblich.
Im Jahr 1893 kam der Oberkommandierende der Flotte, Vice-Admiral Sir George Tryon, beim Untergang seines Flaggschiffs Victoria nach Kollision mit der Camperdown ums Leben. Zu dieser Zeit war die Mittelmeerflotte mit zehn Schlachtschiffen 1. Ranges und einer großen Anzahl kleinerer Schiffe der größte Flottenverband der Royal Navy, doppelt so groß wie die Kanalflotte.
Zwei der drei Schlachtkreuzer der Invincible-Klasse (Inflexible und Indomitable) wurden 1914 der Mittelmeerflotte zugeteilt. Sie und Indefatigable bildeten den Kern der Flotte zu Beginn des Ersten Weltkrieges und begannen die Suche nach den deutschen Schiffen Goeben und Breslau.
1926 wurde die modernisierte Warspite Flaggschiff der Flotte. Unter dem Kommando von Admiral Roger Keyes (1926–1929) erreichte die Flotte einen Höhepunkt ihrer Leistungsfähigkeit. Unter Keyes dienten herausragende Offiziere wie Dudley Pound (Chef des Stabes), Ginger Boyle (Kommandeur des Kreuzergeschwaders) und Augustus Agar (Kommandeur einer Zerstörer-Flottille).

### Zweiter Weltkrieg

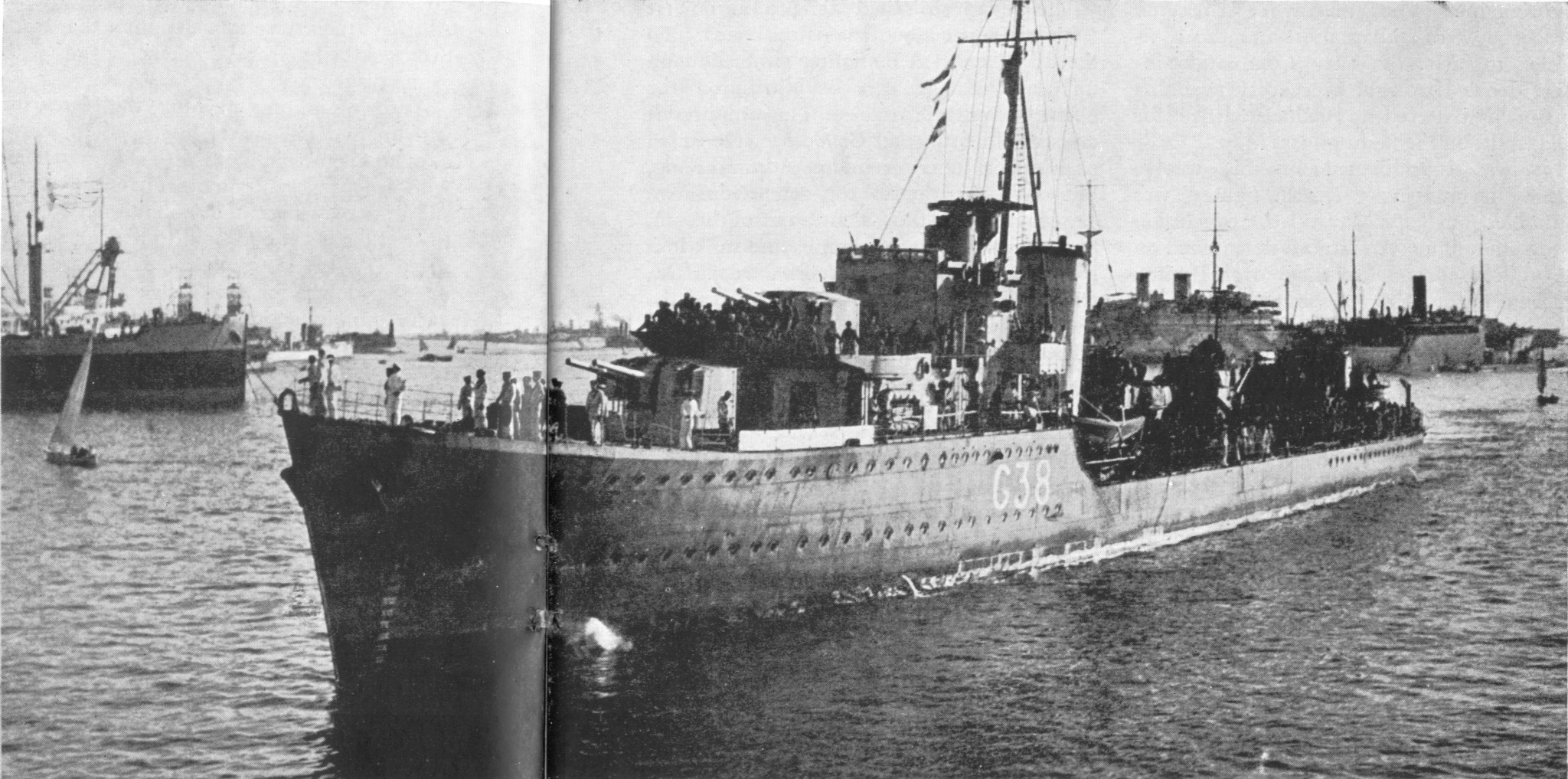
Der Zerstörer Nizam (G38) der Royal Australian Navy läuft mit von der Insel Kreta evakuierten Truppen in Alexandria ein

Die Flotte wurde kurz vor Ausbruch des Zweiten Weltkrieges nach Alexandria verlegt. Grund war die Gefährdung der Flotte durch einen befürchteten Luftangriff vom italienischen Festland. Diese Entscheidung ließ Malta nahezu unverteidigt und führte zur Zweiten großen Belagerung Maltas, sicherte jedoch den Bestand der Flotte und damit die Möglichkeit, im weiteren Verlauf des Krieges gegen die Seestreitkräfte der Achsenmächte im Mittelmeer vorzugehen.
Vice-Admiral Sir Andrew Cunningham übernahm am 3. September 1939 das Kommando über die Flotte. 1940 wurde die italienische Flotte in Tarent mit Torpedoflugzeugen angegriffen. Dabei verlor die Regia Marina auf einen Schlag die Hälfte ihrer Schlachtschiffe. Hauptkräfte der Flotte waren zu diesem Zeitpunkt das 1. Schlachtgeschwader, das 1. und 3. Kreuzergeschwader, Zerstörer und der Flugzeugträger Glorious.
Die Flotte war auch an der Schlacht bei Kap Matapan und der Luftlandeschlacht um Kreta beteiligt. Aufgabe der Flotte war weiterhin die Störung der deutschen und italienischen Nachschubverbindungen über das Mittelmeer während des Afrikafeldzuges.

### Nachkriegszeit

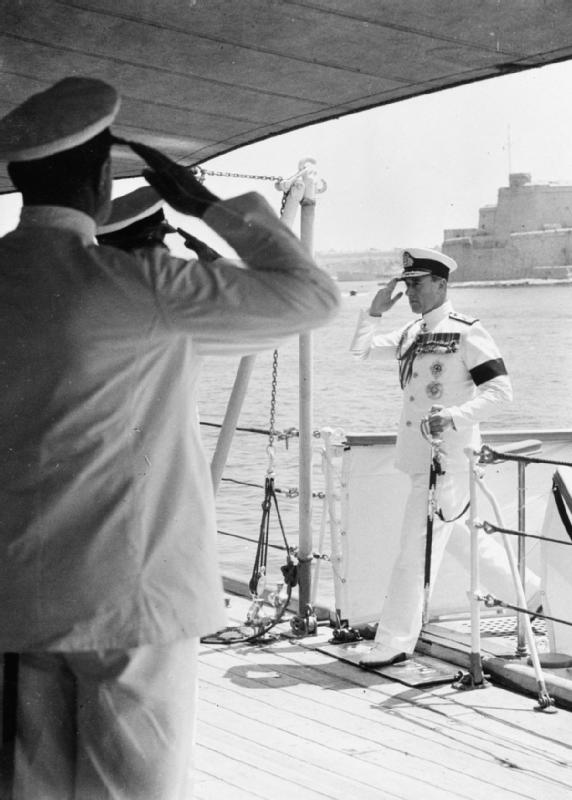
Admiral Mountbatten trifft an Bord der Glasgow zur Übernahme des Kommandos über die Flotte ein, 1952

Nach Ende des Zweiten Weltkrieges waren Einheiten der Flotte 1946 am Zwischenfall in der Straße von Korfu beteiligt. Nachdem der Zerstörer Saumarez in der Straße auf eine Mine gelaufen war, räumten elf Minenräumschiffe, begleitet vom Flugzeugträger Ocean, zwei Kreuzern, drei Zerstörern und drei Fregatten im November 1946 in der Operation Retail die Straße von Minen. Weiterhin beteiligten sich Einheiten der Flotte an der Verhinderung jüdischer Einwanderung nach Palästina. Nachdem Sir Arthur Power das Oberkommando über die Mittelmeerflotte (Commander-in-Chief Mediterranean) übernommen hatte, eskortierten im Mai 1948 die Ocean, vier Zerstörer und zwei Fregatten in einer als Machtdemonstration gedachten Aktion den Hohen Kommissar an Bord des Kreuzers Euryalus. Diese Schiffe deckten anschließend den Abzug der britischen Truppen nach Haifa und den Süden über Gaza.
Im Juli 1947 besuchten die Hauptkräfte der Flotte, angeführt von den Trägern Ocean und Triumph Istanbul, der Kreuzer HMS Liverpool und die Zerstörer Chequers und Chaplet besuchten Sewastopol.
Das Schlachtschiff Vanguard wurde 1949 für sechs Monate zur Mittelmeerflotte abgestellt. Die Vanguard kehrte 1954 für eine gemeinsame Übung mit der Home Fleet für kurze Zeit ins Mittelmeer zurück.
Für die Zeit von 1952 bis 1967 war der Befehlshaber der Mittelmeerflotte (Commander in Chief Mediterranean Fleet) gleichzeitig als NATO Commander in Chief Mediterranean für alle der NATO unterstellten Kräfte im Mittelmeerraum zuständig. Großbritannien brachte sich stark in die Diskussionen über die NATO-Kommandostruktur ein. Absicht Großbritanniens war es, die Führung über die NATO-Kräfte im Mittelmeerraum zu behalten, da die britischen Verbindungslinien zum Nahen Osten und Südostasien über das Mittelmeer verliefen. Nachdem der US-amerikanische Admiral Robert B. Carney als Oberbefehlshaber der NATO-Streitkräfte Südosteuropa (C-in-C Allied Forces Southern Europe) berufen wurde, waren die Beziehungen zwischen ihm und dem britischen Befehlshaber der Mittelmeerflotte, Admiral Edlesten, frostig. Ein scheinbar freundliches Angebot von Edlesten an Carney, britische Kommunikationseinrichtungen zu nutzen, da Carney nicht über gesicherte Fernmeldeverbindungen verfügte, wurde von diesem brüsk mit den Worten “I’m not about to play Faust to your Mephistopheles through the medium of communications!” zurückgewiesen.
Schiffe der Flotte waren am Sueskrise genannten Krieg gegen Ägypten 1956 beteiligt.
Mit dem Zerfall des britischen Weltreiches in den 1960er-Jahren sank auch die Bedeutung des Mittelmeers als verbindendes Glied zwischen Großbritannien und den Besitzungen auf der östlichen Erdhalbkugel. Gleichzeitig verschob sich im Kalten Krieg der Schwerpunkt auf den Nordatlantik. In der Folge sank auch die Bedeutung der Mittelmeerflotte bis zu ihrer Auflösung 1967. Die Flotte wurde auf ein Begleitgeschwader (30. Escort Squadron mit HMS Brighton, HMS Cassandra, HMS Aisne) und ein Minenräumgeschwader reduziert. Die Bereitstellungen Beira Patrol wurden 1966 von vier auf zwei Schiffe reduziert, letztendlich wurden für diesen Auftrag überhaupt keine Fregatten mehr bereitgestellt. Zuständigkeiten und Einheiten der Flotte wurden an die neu aufgestellte Western Fleet übergeben. Als Folge dieser Veränderungen gab das Vereinigte Königreich das Amt des NATO-Oberbefehlshaber Mittelmeerraum auf. Der Kommandobereich wurde schließlich aufgelöst.
Die Royal Navy beteiligt sich mit einem Kriegsschiff an der Standing Naval Force Mediterranean (STANAVFORMED) und einem weiteren Schiff an der NATO Mine Countermeasures Force (South).

## Oberbefehlshaber
| Commander-in-chief | von                                                             | bis                          | Flaggschiff | Anmerkung |
| --- | --------------------------------------------------------------- | ---------------------------- | --- | --- |
| George Clinton | 7. April 1737                                                   | 4. Mai 1738                  | | |
| Henry Osborn | Mai 1757                                                        | März 1758                    | | |
| Charles Saunders | 28. April 1760                                                  | 4. November 1762             | | |
| Piercy Brett | 4. November 1762                                                | 4. Mai 1763                  | | |
| Augustus Hervey | 4. Mai 1763                                                     | 7. September 1763            | | |
| Sir John Lindsay | Dezember 1783                                                   | Juli 1785                    | | |
| Samuel Hood | Februar 1793                                                    | Oktober 1794                 | | |
| William Hotham | Oktober 1794                                                    | November 1795                | | |
| John Jervis | 1796                                                            | 1799                         | | |
| George Elphinstone | November 1799                                                   | 1802                         | | |
| Vice-Admiral Horatio Nelson | Mai 1803                                                        | Januar 1805                  | | nach der Schlacht von Trafalgar verstorben |
| Vice-Admiral Cuthbert Collingwood | 1805                                                            | 1811                         | | |
| Sir Edward Pellew | 1811                                                            | 1814                         | | |
| | 1814                                                            | 1816                         | | |
| Sir Edward Pellew | 1816                                                            | 1816                         | | |
| | 1816                                                            | 1825                         | | |
| Admiral Harry Burrard-Neale | 1825                                                            | 1830 (?)                     | | |
| Vice-Admiral Henry Hotham | 30. März 1831                                                   | 19. April 1833               | | verstorben am 19. April 1833. |
| Vice-Admiral Pulteney Malcolm | 3. Mai 1833                                                     | 18. Dezember 1833            | | |
| Vice-Admiral Josias Rowley | 18. Dezember 1833                                               | 9. Februar 1837              | | |
| Admiral Robert Stopford | 9. Februar 1837                                                 | 14. Oktober 1841             | | |
| Vice-Admiral Edward Rich Owen | 14. Oktober 1841                                                | 27. Februar 1845             | | |
| Vice-Admiral William Parker | 27. Februar 1845                                                | 17. Januar 1852              | | |
| Rear-Admiral James Dundas | 17. Januar 1852                                                 | 1854                         | | Vice-Admiral 17. Dezember 1852 |
| Rear-Admiral Edmund Lyons | 1854                                                            | 22. Februar 1858             | | Vice-Admiral 19. März 1857 |
| Vice-Admiral Arthur Fanshawe | 22. Februar 1858                                                | 19. April 1860               | HMS Marlborough                                                                                                  | |
| Vice-Admiral William Martin | 19. April 1860                                                  | 20. April 1863               | HMS Marlborough                                                                                                  | |
| Vice-Admiral Robert Smart | 20. April 1863                                                  | 28. April 1866               | HMS Marlborough, danach HMS Victoria                                                                             | |
| Vice-Admiral Lord Clarence Paget | 28. April 1866                                                  | 28. April 1869               | HMS Victoria, danach HMS Caledonia                                                                               | |
| Vice-Admiral Alexander Milne | 28. April 1869                                                  | 25. Oktober 1870             | HMS Lord Warden                                                                                                  | Admiral 1. April 1870 |
| Vice-Admiral Hastings Reginald Yelverton | 25. Oktober 1870                                                | 13. Januar 1874              | HMS Lord Warden                                                                                                  | |
| Vice-Admiral James Drummond | 13. Januar 1874                                                 | 15. Januar 1877              | HMS Lord Warden, danach HMS Hercules                                                                             | |
| Vice-Admiral Geoffrey Hornby | 5. Januar 1877                                                  | 5. Februar 1880              | HMS Alexandra | Admiral 15. Juni 1879 |
| Vice-Admiral Frederick Beauchamp Paget Seymour | 5. Februar 1880                                                 | 7. Februar 1883              | HMS Inconstant und HMS Alexandra                                                                                 | Admiral 6. Mai 1882 |
| Vice-Admiral Lord John Hay | 7. Februar 1883                                                 | 5. Februar 1886              | HMS Alexandra | Admiral 8. Juli 1884 |
| Vice-Admiral H.R.H. the Duke of Edinburgh | 5. Februar 1886                                                 | 11. März 1889                | HMS Alexandra | Admiral 18. Oktober 1887 |
| Vice-Admiral Anthony Hiley Hoskins | 11. März 1889                                                   | 20. August 1891              | HMS Alexandra März 1889 – Dezember 1889 HMS Camperdown Dezember 1889 – Mai 1890 HMS Victoria ab Mai 1890 onwards | Admiral 20. Juni 1891 |
| Vice-Admiral George Tryon | 20. August 1891                                                 | 22. Juni 1893                | HMS Victoria | an Bord HMS Victoria versunken |
| Admiral Michael Culme-Seymour | 29. Juni 1893                                                   | 10. November 1896            | HMS Ramillies | |
| Admiral John Hopkins | 10. November 1896                                               | 1. Juli 1899                 | HMS Ramillies | |
| Admiral John Fisher | 1. Juli 1899                                                    | 1902                         | HMS Renown | |
| Admiral Compton Domvile | 1902                                                            | Juni 1905                    | HMS Bulwark | |
| Admiral Lord Charles Beresford | ernannt 1. Mai 1905 Kommando übernommen 6. Juni 1905            | Februar 1907                 | HMS Bulwark | |
| Admiral Charles C. Drury | ernannt 5. März 1907 Kommando übernommen 27. März 1907          | 1908                         | HMS Queen | |
| Admiral Assheton G. Curzon-Howe | ernannt 20. November 1908 Kommando übernommen 20. November 1908 | 1910                         | HMS Exmouth | |
| Admiral Edmund Poe | ernannt 30. April 1910 Kommando übernommen 30. April 1910       | November 1912                | HMS Exmouth | |
| Während des Ersten Weltkrieges wurde die Flotte in verschiedenen Zeiträumen in verschiedene Verbände aufgeteilt. Der Oberkommandierende der alliierten Seestreitkräfte im Mittelmeer, ein französischer Admiral, ist in dieser Liste nicht aufgeführt. Die genaue Bezeichnung des Dienstposten des jeweiligen Befehlshabers ist kursiv in der Spalte „Bemerkung“ aufgeführt.                 |                                                                 |                              | | |
| Admiral Sir Berkley Milne | ernannt 1. Juni 1912 Kommando übernommen 12. Juni 1912          | 27. August 1914              | Inflexible | Commander-in-Chief Mediterranean |
| Vice Admiral Sir Sackville Carden | September 1914                                                  | Februar 1915                 | | Commander-in-Chief Mediterranean |
| Vice Admiral Sir Sackville Carden | Februar 1915                                                    | 16. März 1915                | | Aegean |
| Rear-Admiral Sir John de Robeck | 17. März 1915                                                   | Januar 1916 (oder Mai 1916?) | HMS Lord Nelson                                                                                                  | Commander-in-Chief, Eastern Mediterranean |
| Rear-Admiral Cecil Thursby | August 1916                                                     | August 1917                  | | Eastern Mediterranean Vice-Admiral ab April 1917 |
| Rear-Admiral Cecil Thursby | April (?) 1915                                                  | Mai (?) 1915                 | | Aegean |
| Rear-Admiral Sydney Fremantle | August 1917                                                     | 9. (?) Januar 1918           | | Aegean |
| Rear-Admiral Arthur Hayes-Sadler | Januar 1918                                                     |                              | | Aegean |
| Rear-Admiral Cecil Lambert | 2. April 1918                                                   | ?                            | | Aegean |
| Rear-Admiral Michael Culme-Seymour | Mai 1918                                                        | ?                            | | Aegean |
| Rear-Admiral Richard Peirse |                                                                 | Dezember 1915                | | Commander-in-Chief, East Indies Vice-Admiral ab 24. Oktober 1914. |
| Rear-Admiral Sir Rosslyn Wemyss | Dezember 1915                                                   | Juni 1917                    | HMS Euryalus | Commander-in-Chief, East Indies and Egypt Station |
| Rear-Admiral Ernest Frederic Augustus Gaunt | Juni 1917                                                       | ?                            | | Commander-in-Chief, East Indies |
| Rear-Admiral Thomas Jackson | Juli 1917                                                       | ?                            | | Egypt & Red Sea |
| Vice-Admiral Sir Rosslyn Wemyss | Juni 1917                                                       | Juli 1917                    | | Commander-in-Chief Mediterranean Kommando tatsächlich nicht übernommen |
| Admiral Somerset Gough-Calthorpe | 26. August 1917                                                 | 25. Juli 1919                | | Commander-in-Chief Mediterranean |
| Vice-Admiral Sir John de Robeck | 26. Juli 1919                                                   | 14. Mai 1922                 | HMS Iron Duke | |
| Vice-Admiral Vice Admiral Sir Osmond de Beauvoir Brock | 15. Mai 1922                                                    | 7. Juni 1925                 | HMS Iron Duke | Admiral 31. Juli 1924 |
| Admiral Roger Keyes | 8. Juni 1925                                                    | 7. Juni 1928                 | HMS Warspite | |
| Admiral Sir Frederick Field | 8. Juni 1928                                                    | 28. Mai 1930                 | Queen Elizabeth                                                                                                  | |
| Admiral Ernle Chatfield | 27. Mai 1930                                                    | 31. Oktober 1932             | HMS Queen Elizabeth                                                                                              | |
| Admiral William Fisher | 31. Oktober 1932                                                | 19. März 1936                | Resolution, später Queen Elizabeth                                                                               | |
| Admiral Sir Dudley Pound | 20. März 1936                                                   | 31. Mai 1939                 | HMS Queen Elizabeth                                                                                              | |
| Während des Zweiten Weltkrieges wurde die Flotte zeitweise in verschiedene Verbände aufgeteilt. Die genaue Bezeichnung des Dienstposten des jeweiligen Befehlshabers ist kursiv in der Spalte „Bemerkung“ aufgeführt. |                                                                 |                              | | |
| Admiral Sir Andrew B. Cunningham | 1. Juni 1939 6. Juni 1939 assumed command                       | März 1942                    | HMS WarspiteAugust 1939 HMS St Angelo (Basis, Malta) April 1940 HMS Warspite Februar 1941                        | Commander-in-Chief, Mediterranean Fleet Vice-Admiral Cunningham wurde am 1. Juni 1930 der Dienstgrad Admiral kommissarisch verliehen, am 3. Januar 1941 wurde er regulär zum Admiral befördert |
| Admiral Sir Henry H. Harwood | 22. April 1942                                                  | Februar 1943                 | HMS Warspite HMS Nile (Basis, Alexandria) August 1942                                                            | Commander-in-Chief, Mediterranean Fleet Vice-Admiral Harwood wurde der Dienstgrad Admiral kommissarisch verliehen                                                                              |
| Admiral Sir Andrew B. Cunningham | 1. November 1942                                                | 20. Februar 1943             | HMS Hannibal (Basis, Algier)                                                                                     | Naval Commander Expeditionary Force (NCXF) North Africa and Mediterranean |
| Im ersten Halbjahr 1943 wurde die Flotte in ein Flottenkommandos und in ein Stützpunktkommando aufgeteilt: Mediterranean Fleet: C-in-C Med Fleet, 15th Cruiser Squadron, Cdre. (D) Levant: C-in-C Levant, Alexandria, Malta, Port Said, Haifa, Bizerta, Tripoli, Mersa Matruh, Benghazi, Aden, Bone, Bougie, Philippeville Levant wurde im Dezember 1943 in Eastern Mediterranean umbenannt. |                                                                 |                              | | |
| Admiral of the Fleet Sir Andrew B. Cunningham | 20. Februar 1943                                                | 15. Oktober 1943             | HMS Hannibal (Basis, Algier/Tarent)                                                                              | Commander-in-Chief, Mediterranean Fleet |
| Admiral John H. D. Cunningham | 5. Juni 1943                                                    | August 1943                  | HMS Nile (Basis, Alexandria)                                                                                     | Commander-in-Chief, Levant |
| Admiral John H. D. Cunningham | 15. Oktober 1943                                                | Februar 1946                 | HMS Hannibal (Basis, Algier/Tarent)                                                                              | Commander-in-Chief, Mediterranean Station & Allied Naval Commander Mediterranean |
| Vice-Admiral Sir Algernon U. Willis temporary | 14. Oktober 1943                                                | Dezember 1943                | HMS Nile (Basis, Alexandria)                                                                                     | Commander-in-Chief, Levant. |
| Vice-Admiral H. Bernard Rawlings | 28. Dezember 1943                                               | Juni 1944                    | HMS Nile (Basis, Alexandria) April 1944                                                                          | Flag Officer, Eastern Mediterranean. Ab 8. Juni 1944 Sir H. Bernard Rawlings |
| |                                                                 |                              | | |
| Admiral Sir Algernon U. Willis | 1946                                                            | 1948                         | HMS St Angelo (Basis, Malta)                                                                                     | |
| Admiral Sir Arthur John Power | 1948                                                            | 1950                         | HMS St Angelo (Basis, Malta)                                                                                     | Commander-in-Chief, Mediterranean |
| Admiral Sir John H. Edelsten | 1950                                                            | 1952                         | HMS St Angelo (Basis, Malta)                                                                                     | Commander-in-Chief, Mediterranean |
| Admiral Louis Mountbatten, 1. Earl Mountbatten of Burma | 1952                                                            | 1954                         | HMS St Angelo (Basis, Malta)                                                                                     | Commander-in-Chief, Mediterranean |
| Admiral Sir Guy Grantham | 10. Dezember 1954                                               | 10. April 1957               | HMS St Angelo (Basis, Malta)                                                                                     | |
| Vice-Admiral Sir Ralph A.B. Edwards | 10. April 1957                                                  | 11. November 1958            | HMS St Angelo (Basis, Malta)                                                                                     | |
| Admiral Sir Charles Lambe | 11. November 1958                                               | 2. Februar 1959              | HMS Phoenicia (Basis, Malta)                                                                                     | |
| Admiral Sir Alexander N.C. Bingley | 2. Februar 1959                                                 | 30. Juni 1961                | HMS Phoenicia (Basis, Malta)                                                                                     | |
| Admiral Sir Deric Holland-Martin | 30. Juni 1961                                                   | 1. Februar 1964              | HMS Phoenicia (Basis, Malta)                                                                                     | |
| Admiral Sir John G. Hamilton | 1. Februar 1964                                                 | 5. Juni 1967                 | HMS St Angelo (Basis, Malta)                                                                                     | |

Traditionell wurden in der Royal Navy auch an Land befindliche Einrichtungen mit einem Schiffsnamen bezeichnet und führten daher den Zusatz „His/Her Mjasty Ship (HMS)“. HMS St Angelo befand sich im Fort St. Angelo, HMS Phoenicia unterhalb der Lascaris Battery, jeweils auf Malta.